# Сиворакшові
Сиворакшові (Coraciidae) — родина птахів ряду сиворакшоподібні (Coraciiformes).

## Морфологічні ознаки
Птахи середніх розмірів серед представників ряду сиворакшових. Довжина тіла 18—45 см, маса тіла — 100—200 г. Статура щільна, забарвлення оперення з переважанням зелених та блакитних відтінків. Самці та самки забарвлені однаково або самки тьмяніші за самців. Дзьоб сильний, дещо загнутий донизу, ноги короткі, з сильними пальцями. Шийних хребців 13—14. Справжніх ребер 4—5. Язик довгий, сплющений з загостреною вершиною. Сліпі кишки досить довгі. Куприкова залоза оголена. У будові пера наявний додатковий стовбур. Першорядних махових пер 10, стернових — 12.

## Поширення, місця існування
Поширені у помірних та тропічних широтах від Південної Європи та Африки через Південну Азію до Австралії. Зустрічаються у річкових долинах півдня лісової зони, в лісостепу, культурному ландшафті, безлісих степах з ярами, передгір'ях; деякі види (широкороти) населяють високостовбурові ліси.

## Особливості біології
Гніздяться поодинокими парами в дуплах або норах, які риють самостійно та інших укриттях. У кладці 3—6 білих яєць. Інкубація триває близько 3 тижнів. Насиджують кладку та вигодовують пташенят обидва батьків. Політ швидкий, вільний. По землі пересуваються доволі повільно. Через 25—30 днів після вилуплення пташенята залишають гніздо та володіють активним польотом. Поза сезоном розмноження тримають невеликими групами або поодинці. Осілі або кочуючі, в помірних широтах перелітні.
Живляться різноманітними безхребетними, дрібними ящірками, іноді вживають ягоди та фрукти. Здобич ловлять переважно у повітрі, злітаючи з присади та збирають на землі і гілках.

## Походження та систематика
Викопні залишки відомі з верхнього еоцену або нижнього олігоцену Франції, в пізніших шарах — з інших районів сучасного ареалу. Центр виникнення — Старий Світ, можливо Південна Європа. Нині найбільше видове різноманіття видів в Африці.
Родина включає два роди, які об'єднують 13 видів:
- Рід Сиворакша (Coracias)
  - Сиворакша абісинська (Coracias abyssinicus)
  - Сиворакша індокитайська (Coracias affinis)
  - Сиворакша бенгальська (Coracias benghalensis)
  - Сиворакша рожевовола (Coracias caudatus)
  - Сиворакша світлоголова (Coracias cyanogaster)
  - Сиворакша євразійська (Coracias garrulus)
  - Сиворакша білоброва (Coracias naevius)
  - Сиворакша мозамбіцька (Coracias spatulatus)
  - Сиворакша сулавеська (Coracias temminckii)
- Рід Широкорот (Eurystomus)
  - Широкорот молуцький (Eurystomus azureus)
  - Широкорот африканський (Eurystomus glaucurus)
  - Широкорот блакитногорлий (Eurystomus gularis)
  - Широкорот східний (Eurystomus orientalis)